# Храм Рождества Пресвятой Богородицы (Суворово)
Храм Рождества Пресвятой Богородицы — православный храм в селе Суворово Волоколамского района Московской области. Относится к Волоколамскому благочинию Одинцовской епархии.
Главный престол освящён в честь праздника Рождества Пресвятой Богородицы, приделы — в честь праздника Сошествия Святого Духа и в честь Николая Чудотворца (не сохранились).

## История

### Село Суворово
Основана церковь в Суворове не позже XVI века. Первые упоминания о деревянной Богородицерождественской церкви относятся к XVII веку. Известно, что по мере обветшания в 1627 и в 1691 годах церковь заменяли новой деревянной. В те годы село Суворово являлось приселком дворцового села Ярополец.
В 1760—1770 годах в селе Ярополец, которое тогда называлось Ераполчь, Казанское тож, известный военачальник времён Семилетней войны, граф Захар Григорьевич Чернышёв создал на территории своего имения роскошный дворцово-парковый ансамбль. А в 1774 году он стал инициатором строительства нового каменного храма Рождества Пресвятой Богородицы в селе Суворово. Возведение храма было приурочено к посещению в 1775 году Екатериной II его новой загородной резиденции. В честь визита императрицы к своему бывшему фавориту в парке ярополецкой усадьбы установлен гранитный обелиск, сохранившийся до наших дней.
По плану генерального межевания 1766 года в селе Суворово насчитывалось 20 крестьянских дворов и числилось 107 душ мужского пола. Территория церковных и кладбищенских земель, включая Казанскую церковь в селе Ярополец и Богородицерождественскую церковь в селе Суворово, исчислялась в 1480 саженей.

### Строительство храма
В 1865—1877 годах на месте старого разобранного храма на средства прихожан построена краснокирпичная с белокаменными деталями церковь Рождества Пресвятой Богородицы. Эта основная часть храма не имела печного отопления, службы в ней совершались в тёплое время года. Внутренняя отделка храма завершена к 1883 году. В 1893—1894 годах по проекту архитектора С. И. Бородина возведена тёплая, отапливаемая зимой трапезная с двумя приделами — в честь праздника Сошествия Святого Духа и в честь Николая Чудотворца, а также колокольня.
Художественные формы здания, тяготеющие к традиционализму и русским национальным мотивам, в целом близки разработкам К. А. Тона. Бесстолпный храм типа «восьмерик на четверике» с гранёным алтарём, двухстолпной трапезной с приделами и трёхъярусной колокольней под каркасным шатром образует композицию, развивающуюся по продольной оси. Типология и конструкции храма восходят к образцам конца XVII — первой половины XVIII веков. Его широкий и приземистый второй ярус опирается на тромпы в виде долей сомкнутого свода, перекрыт глухим восьмидольным сводом. Фасады четверика разделены лопатками на прясла и завершены ложными закомарами с медальонами в тимпанах; их белокаменные архивольты и обрамления служат активными элементами нарядной и разнообразной декорации. Развитой кирпичный декор сосредоточен на боковых, в духе XVII века крыльцах и на фасадах колокольни. Рисунок и аппликативный характер огибающего здание фриза с лентами «городков» и поребрика близки народным вышивкам и накладной деревянной резьбе. Хорошо организованные помещения с целостным пространством обработаны штукатурными профилями, оконтуривающими проёмы и арки, пяты и рёбра сводов. Стены в храме дополнительно украшены крупной аркатурой на консолях. В их верхней зоне имеются остатки клеевой росписи конца XIX века.
В 1924 году в селе Суворово Яропольской волости Волоколамского уезда Московской губернии насчитывалось 109 крестьянских хозяйств, в которых числилось 112 рабочих лошадей. В селе проживал 681 человек.

### Советский период
22 мая 1937 года, в престольный праздник — день перенесения мощей святителя Николая, сразу после литургии храм был закрыт советскими властями. С колокольни сбросили язык самого большого колокола, а затем и сам колокол. Во время Великой Отечественной войны здание храма пострадало от пуль и снарядов, позднее церковь была разграблена и пришла в запустение. Иконостасы и внутреннее убранство утрачены. От церковной ограды остались трёхпролетные западные и небольшие южные ворота конца XIX века.
От некрополя, расположенного около храма, сохранились только три могилы, в которых похоронено пять человек:
- Комаров Василий Владимирович (1896—1930);
- Куракины Матрёна Николаевна и Семён Егорович (1893—1942);
- Соловьёвы Таисия (1938—1941) и Вячеслав (1935—1942).

### Возрождение храма
Первые восстановительные работы в храме начались в 1981 году тщанием настоятеля церкви Рождества Богородицы в селе Возмище протоиерея Николая Михайловича Попова. В первую очередь были восстановлены крыша и кровля над трапезной, сделан цементный пол, забиты оконные и дверные проёмы для консервации.
Приход храма Рождества Пресвятой Богородицы в Суворово был зарегистрирован в октябре 2000 года. В настоящее время (2010 год) в храме ведутся восстановительные работы. В 2009 году церкви возвращены несколько прясел металлической ограды, долгое время находившиеся в городе Волоколамске возле военкомата.
Настоятель — иерей Алексей Кошелев.

## Фотографии

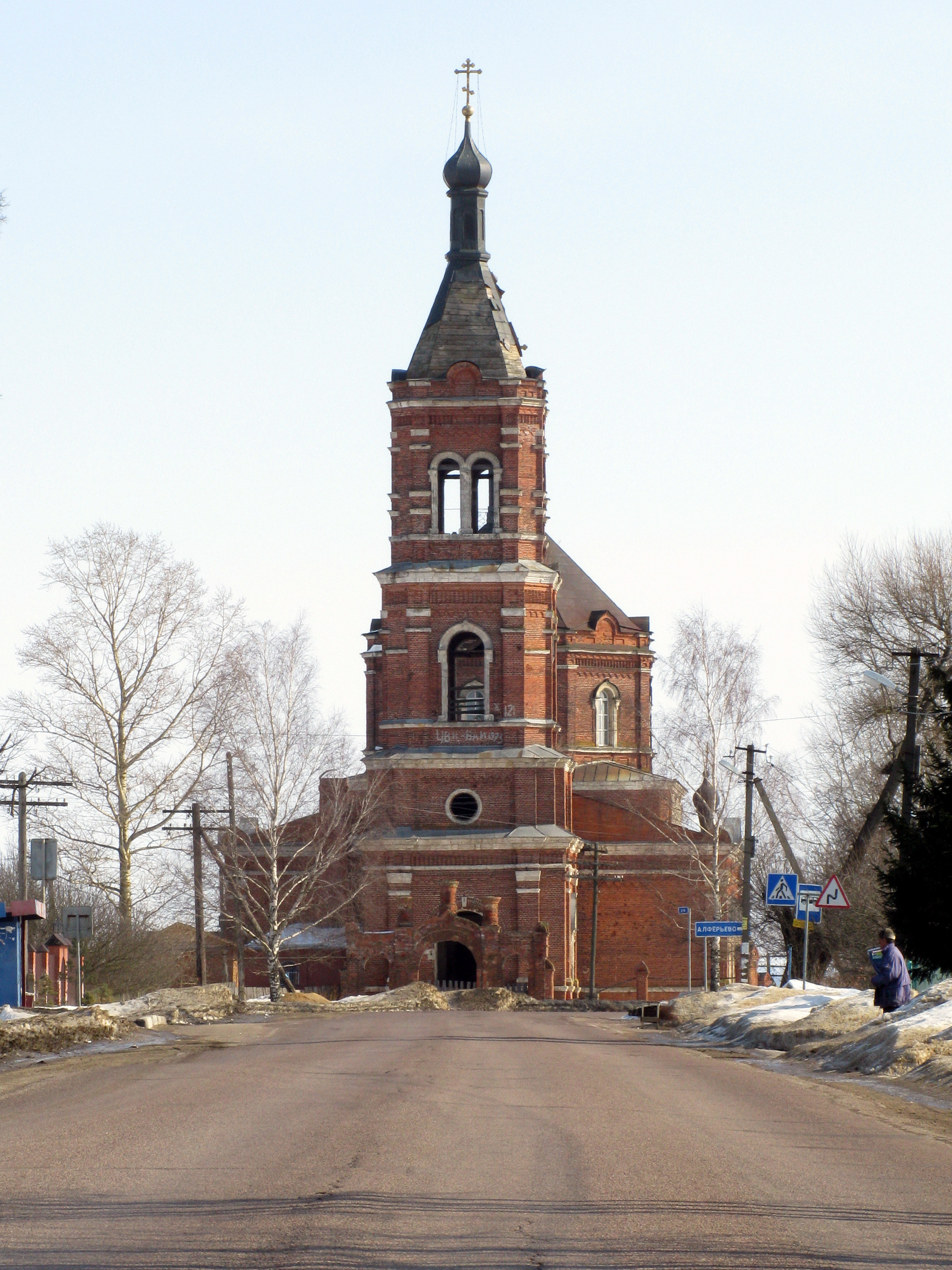
Богородицерождественский храм
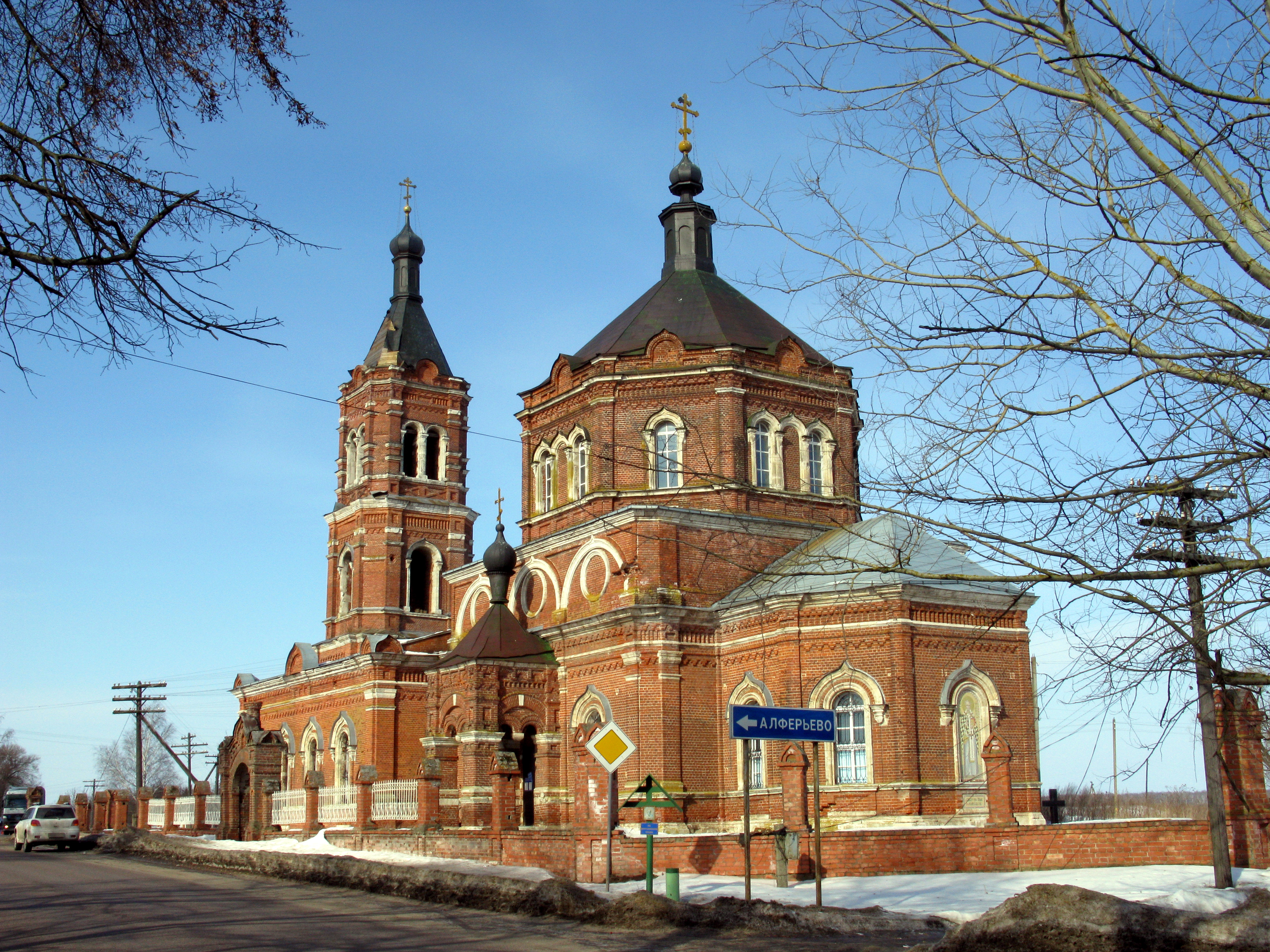
Богородицерождественский храм
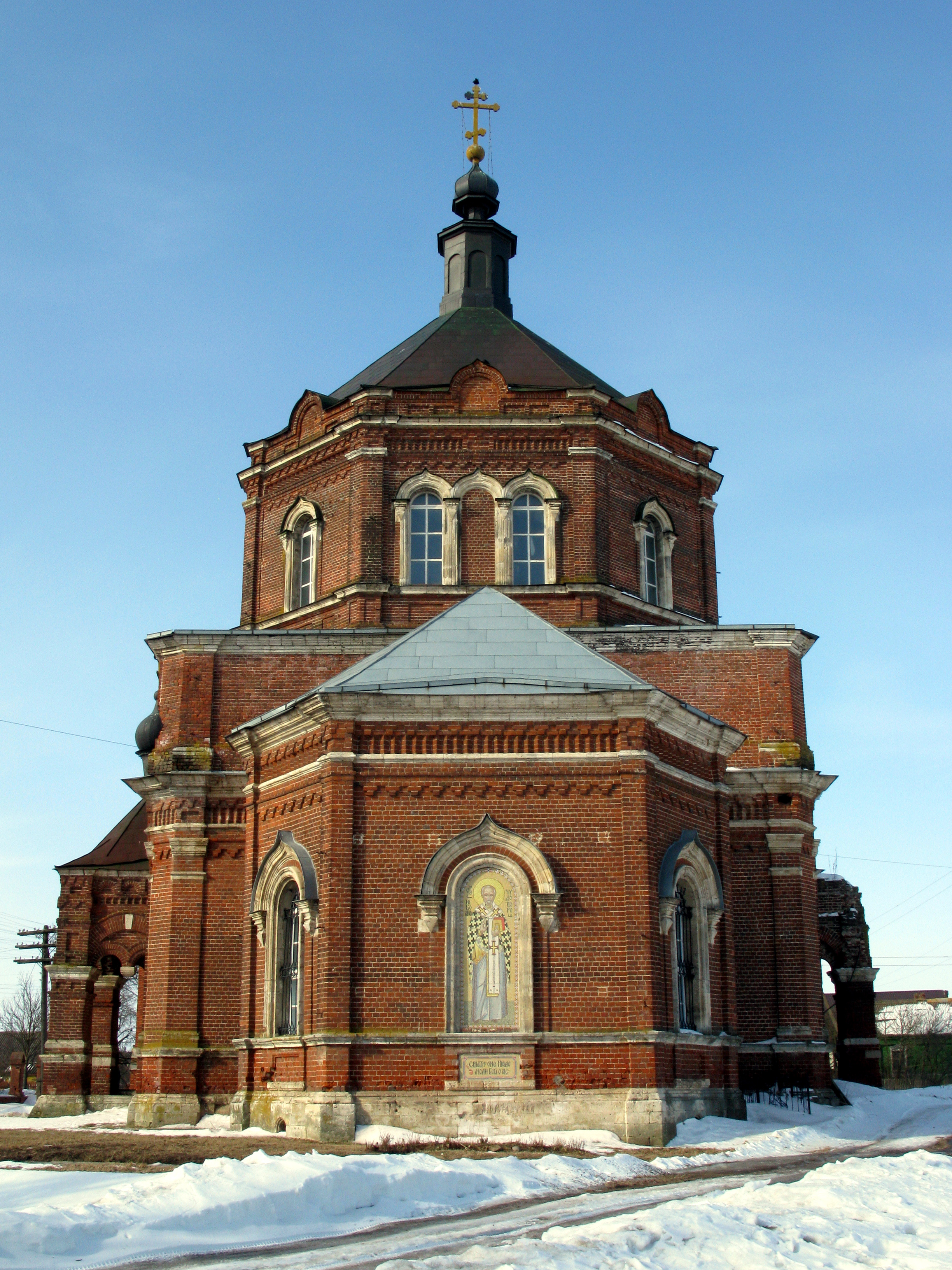
Богородицерождественский храм